# کشتی در المپیک تابستانی ۲۰۱۲ – ۷۴ کیلوگرم فرنگی مردان
کشتی فرنگی ۷۴ کیلوگرم مردان در بازی‌های المپیک تابستانی ۲۰۱۲ در برنامه کشتی در تاریخ ۵ اوت در اکس‌سل لندن برگزار شد.